# Руденко Ярослава Василівна
Яросла́ва Васи́лівна Руде́нко (до шлюбу Кривошеєва, * 27 січня 1989, с. Рудка Гребінківського р-ну Полтавської обл.) — українська співачка та науковиця. Народна артистка України, солістка Національної філармонії України та Заслуженого академічного ансамблю пісні і танцю Збройних сил України, кандидат мистецтвознавства, лауреатка міжнародних і всеукраїнських конкурсів та фестивалів, нагороджена орденом княгині Ольги III ступеня та медаллю Міністерства оборони України «За сприяння розвитку Збройним силам України».

## Життєпис
Закінчила дев'ять класів у селі Рудка, середню освіту здобула в Гребінківській гімназії. Навчалася вокалу, гри на фортепіано, співала в хорі залізничників.
Закінчила студію при Національному українському народному хорі імені Г. Верьовки і співала в цьому хорі. Закінчила Київський національний університет культури і мистецтв, Київський національний педагогічний університет імені М. П. Драгоманова.
Є учасницею різноманітних теле- і радіопрограм.
Збирає та записує народні пісні.
Кандидатка мистецтвознавства (2019), дисертаційна робота «Творчість Раїси Кириченко у контексті музично-пісенного мистецтва Полтавщини (кінець ХХ — початок ХХІ ст.)».

## Творчість
Є солісткою Національної філармонії України і Заслуженого академічного ансамблю пісні і танцю Збройних сил України.
Співає в різних стилях і жанрах — від фольклорного стилю до естрадно-народного. Голос — перший альт. Співає як у супроводі оркестру, так і акапельно.
У її репертуарі народні пісні з усіх регіонів України, а також пісні на вірші поетів Миколи Луківа, Марії Бойко, Вадима Крищенка, Бориса Олійника, Миколи Сома, Ірини Кириліної, Руслана Білишка, Олександра Мороза, Дмитра Луценка.
Аудіодиски співачки: «Тобі», «Заспівай, моя родино», «Нескорена».
Відеокліпи: «Спасибі Вам, мамо», «Батько і мати», «Новорічна», «Любов коротша за життя».
Провела понад 20 сольних концертних програм.
Співпрацює:
- з ансамблями «Дивограй» та «Веселі музики» Національної філармонії України,
- хором і оркестром Заслуженого академічного ансамблю пісні і танцю Збройних сил України,
- Академічним оркестром народної та популярної музики Національної радіокомпанії України,
- Національним хором імені Г. Верьовки,
- фольклорним колективом «Божичі».

## Благодійність
Є учасницею і організаторкою благодійних концертів на підтримку онкохворих дітей, концертів для бійців АТО.

## Захоплення
Колекціонує вишиті сорочки з різних регіонів України.

## Відзнаки
- Народна артистка України (2025)[1],
- Заслужена артистка України (2014)[2],
- Орден княгині Ольги II ступеня (2022) — за значні заслуги у зміцненні української державності, мужність і самовідданість, виявлені у захисті суверенітету та територіальної цілісності України, вагомий особистий внесок у розвиток різних сфер суспільного життя, відстоювання національних інтересів нашої держави, сумлінне виконання професійного обов'язку[3],
- Орден княгині Ольги III ступеня (2016)[4],
- Відзнака Президента України «За гуманітарну участь в антитерористичній операції» (2016),
- Медаль Міністерства оборони України «За сприяння розвитку Збройним силам України» (2011),
- Відзнака «Людина року» в номінації «Талант і визнання Полтавщини»,
- Відзнака «За заслуги» від Фонду підтримки Національної безпеки України.